# Dignitat
|  | Per a altres significats, vegeu «dignitat (títol)». |

La dignitat és un dret innat de les persones a ser tractades amb respecte, de manera justa i a reconèixer la seva vàlua en tant que humans. És objecte de protecció per les lleis internacionals i pels principis de l'ètica. És el centre de la Declaració Universal dels Drets Humans, el principi del qual es deriven tots els altres. Altres autors, com M.E. Banyan, exposa que la dignitat, com qualsevol virtut cívica, no és una qualitat inherent en la naturalesa humana. Ser digne és una virtud que s'adquireix en practicar-la i es perd si no es practica, com Aristòtil exposa a l'Ètica a Nicòmac, Teoria de la virtut i comporta altres qualitats com la temperança, la voluntat i la constància entre d'altres.
Per Immanuel Kant, les persones son fins pròpiament per ells mateixos i són objecte de respecte. El tracte digne a persones i éssers racionals és un instrument que porta a respectar la persona i els seus drets.
La dignitat humana pot veure's amenaçada pel tracte vexatori, sigui en el cas de la discriminació, de la tortura, l'esclavatge o les condicions físiques que impedeixin la vida amb un mínim benestar. Igualment es qüestiona en els dilemes de la bioètica, on funciona com a límit per a les intervencions científiques i en el paper de l'Estat sobre l'individu.

## Història
L'origen del concepte està lligada tant a l'antropocentrisme clàssic i renaixentista com al lloc que ocupa l'espècie humana per a les religions monoteistes, per les quals l'home és una criatura creada per la divinitat i posseeix ànima, a diferència d'altres éssers vius.